# Prémio Screen Actors Guild de melhor ator em minissérie ou telefilme
Os Prémios (português europeu) ou Prêmios (português brasileiro) Screen Actors Guild para melhor actor numa minisérie ou filme para televisão são dados pelos Screen Actors Guild para honrar as melhores interpretações de atores masculinos em minisséries ou filmes para televisão.

## Vencedores e nomeados

### Anos 1990
| - 1994: Raul Julia, The Burning Season - Gary Sinise, The Stand - Forest Whitaker, The Enemy Within - John Malkovich, Heart of Darkness - James Garner, The Rockford Files: I Still Love L.A. - 1995: Gary Sinise, Truman - Tommy Lee Jones, The Good Old Boys - James Garner, The Rockford Files: A Blessing in Disguise - Alec Baldwin, A Streetcar Named Desire - Laurence Fishburne, The Tuskegee Airmen - 1996: Alan Rickman, Rasputin: Dark Servant of Destiny - Armand Assante, Gotti - Beau Bridges, Hidden in America - Robert Duvall, The Man Who Captured Eichmann - Ed Harris, Riders of the Purple Sage | - 1997: Gary Sinise, George Wallace - Jack Lemmon, 12 Angry Men - George C. Scott, 12 Angry Men - Ving Rhames, Don King: Only in America - Sidney Poitier, Mandela & De Klerk - 1998: Christopher Reeve, Rear Window - Charles S. Dutton, Blind Faith - James Garner, Legalese - Ray Liotta, The Rat Pack - Ben Kingsley, The Tale of Sweeney Todd - Stanley Tucci, Winchell - 1999: Jack Lemmon, Tuesdays with Morrie - Patrick Stewart, A Christmas Carol - George C. Scott, Inherit the Wind - Peter Fonda, The Passion of Ayn Rand - Hank Azaria, Tuesdays with Morrie |

### Anos 2000
| - 2000: Brian Dennehy, Death of a Salesman - James Woods, Dirty Pictures - John Lithgow, Don Quixote - Danny Glover, Freedom Song - Alec Baldwin, Nuremberg - Brian Cox, Nuremberg - 2001: Ben Kingsley, Anne Frank: The Whole Story - Gregory Hines, Bojangles - Alan Alda, Club Land - Richard Dreyfuss, The Day Reagan Was Shot - James Franco, James Dean - 2002: William H. Macy, Door to Door - Albert Finney, The Gathering Storm - Brad Garrett, Gleason - Sean Hayes, Martin and Lewis - John Turturro, Monday Night Mayhem - 2003: Al Pacino, Angels in America - Justin Kirk, Angels in America - Jeffrey Wright, Angels in America - Forest Whitaker, Deacons for Defense - Paul Newman, Our Town - 2004: Geoffrey Rush, The Life and Death of Peter Sellers - Barry Pepper, 3: The Dale Earnhardt Story - Jon Voight, The Five People You Meet in Heaven - Jamie Foxx, Redemption: The Stan Tookie Williams Story - William H. Macy, The Wool Cap | - 2005: Paul Newman, Empire Falls - Ed Harris, Empire Falls - Ted Danson, Knights of the South Bronx - Christopher Plummer, Our Fathers - Kenneth Branagh, Warm Springs - 2006: Jeremy Irons, Elizabeth I - Thomas Haden Church, Broken Trail - Robert Duvall, Broken Trail - William H. Macy, Nightmares and Dreamscapes - Matthew Perry, The Ron Clark Story - 2007: Kevin Kline, As You Like It - Michael Keaton, The Company - Oliver Platt, The Bronx is Burning - Sam Shepard, Ruffian - John Turturro, The Bronx is Burning - 2008: Paul Giamatti, John Adams - Ralph Fiennes, Bernard and Doris - Kevin Spacey, Recount - Kiefer Sutherland, 24: Redemption - Tom Wilkinson, John Adams - 2009: Kevin Bacon, Taking Chance - Cuba Gooding, Jr., Gifted Hands: The Ben Carson Story - Jeremy Irons, Georgia O'Keeffe - Kevin Kline, Cyrano de Bergerac - Tom Wilkinson, A Number |

### Anos 2010
| Ano                  | Vencedores e nomeados                            | Filme                                                     | Papel                              |
| -------------------- | ------------------------------------------------ | --------------------------------------------------------- | ---------------------------------- |
| 2010                 | Al Pacino                                        | You Don't Know Jack                                       | Jack Kevorkian                     |
| 2010                 | John Goodman                                     | You Don't Know Jack                                       | Neal Nicol                         |
| 2010                 | Dennis Quaid                                     | The Special Relationship                                  | Bill Clinton                       |
| 2010                 | Édgar Ramírez                                    | Carlos                                                    | Ilich Ramírez Sánchez, ou "Carlos" |
| 2010                 | Patrick Stewart                                  | Macbeth                                                   | Macbeth                            |
| 2011                 | Paul Giamatti                                    | Too Big to Fail                                           | Ben Bernanke                       |
| 2011                 | Laurence Fishburne                               | Thurgood                                                  | Thurgood Marshall                  |
| 2011                 | Greg Kinnear                                     | The Kennedys                                              | John F. Kennedy                    |
| 2011                 | Guy Pearce                                       | Mildred Pierce                                            | Monty Beragon                      |
| 2011                 | James Woods                                      | Too Big to Fail                                           | Richard Fuld                       |
| 2012                 | Kevin Costner                                    | Hatfields & McCoys                                        | Devil Anse Hatfield                |
| 2012                 | Bill Paxton                                      | Hatfields & McCoys                                        | Randall McCoy                      |
| 2012                 | Woody Harrelson                                  | Game Change                                               | Steve Schmidt                      |
| 2012                 | Ed Harris                                        | Game Change                                               | John McCain                        |
| 2012                 | Clive Owen                                       | Hemingway & Gellhorn                                      | Ernest Hemingway                   |
| 2013                 | Michael Douglas                                  | Behind the Candelabra                                     | Liberace                           |
| 2013                 | Matt Damon                                       | Behind the Candelabra                                     | Scott Thorson                      |
| 2013                 | Jeremy Irons                                     | The Hollow Crown                                          | Henrique IV                        |
| 2013                 | Rob Lowe                                         | Killing Kennedy                                           | John F. Kennedy                    |
| 2013                 | Al Pacino                                        | Phil Spector                                              | Phil Spector                       |
| 2014                 |                                                  |                                                           |                                    |
| Mark Ruffalo         | The Normal Heart                                 | Ned Weeks                                                 |                                    |
| Adrien Brody         | Houdini                                          | Harry Houdini                                             |                                    |
| Benedict Cumberbatch | Sherlock: His Last Vow                           | Sherlock Holmes                                           |                                    |
| Richard Jenkins      | Olive Kitteridge                                 | Henry Kitteridge                                          |                                    |
| Billy Bob Thornton   | Fargo                                            | Lorne Malvo                                               |                                    |
| 2015                 |                                                  |                                                           |                                    |
| Idris Elba           | Luther                                           | John Luther                                               |                                    |
| Ben Kingsley         | Tut                                              | Ay                                                        |                                    |
| Ray Liotta           | Texas Rising                                     | Lorca / Tom Mitchell                                      |                                    |
| Bill Murray          | A Very Murray Christmas                          | Bill Murray                                               |                                    |
| Mark Rylance         | Wolf Hall                                        | Thomas Cromwell                                           |                                    |
| 2016                 |                                                  |                                                           |                                    |
| Bryan Cranston       | All the Way                                      | Lyndon B. Johnson                                         |                                    |
| Riz Ahmed            | The Night Of                                     | Nasir "Naz" Khan                                          |                                    |
| John Turturro        | The Night Of                                     | John Stone                                                |                                    |
| Sterling K. Brown    | The People v. O.J. Simpson: American Crime Story | Christopher Darden                                        |                                    |
| Courtney B. Vance    | The People v. O.J. Simpson: American Crime Story | Johnnie Cochran                                           |                                    |
| 2017                 | Alexander Skarsgård                              | Big Little Lies                                           | Perry Wright                       |
| 2017                 | Benedict Cumberbatch                             | Sherlock: The Lying Detective                             | Sherlock Holmes                    |
| 2017                 | Jeff Daniels                                     | Godless                                                   | Frank Griffen                      |
| 2017                 | Robert De Niro                                   | The Wizard of Lies                                        | Bernie Madoff                      |
| 2017                 | Geoffrey Rush                                    | Genius                                                    | Albert Einstein                    |
| 2018                 | Darren Criss                                     | The Assassination of Gianni Versace: American Crime Story | Andrew Cunanan                     |
| 2018                 | Antonio Banderas                                 | Genius: Picasso                                           | Pablo Picasso                      |
| 2018                 | Hugh Grant                                       | A Very English Scandal                                    | Jeremy Thorpe                      |
| 2018                 | Anthony Hopkins                                  | King Lear                                                 | Rei Lear                           |
| 2018                 | Bill Pullman                                     | The Sinner                                                | Detetive Harry Ambrose             |
| 2019                 | Sam Rockwell                                     | Fosse/Verdon                                              | Bob Fosse                          |
| 2019                 | Mahershala Ali                                   | True Detective                                            | Wayne Hays                         |
| 2019                 | Russell Crowe                                    | The Loudest Voice                                         | Roger Ailes                        |
| 2019                 | Jared Harris                                     | Chernobyl                                                 | Valery Legasov                     |
| 2019                 | Jharrel Jerome                                   | When They See Us                                          | Korey Wise                         |

### Anos 2020
| Ano  | Vencedores e nomeados | Filme                                      | Papel                                                     |
| ---- | --------------------- | ------------------------------------------ | --------------------------------------------------------- |
| 2020 | Mark Ruffalo          | I Know This Much Is True                   | Dominick e Thomas Birdsey                                 |
| 2020 | Bill Camp             | The Queen's Gambit                         | William Shaibel                                           |
| 2020 | Daveed Diggs          | Hamilton                                   | Gilbert du Motier, Marquês de La Fayette/Thomas Jefferson |
| 2020 | Hugh Grant            | The Undoing                                | Jonathan Fraser                                           |
| 2020 | Ethan Hawke           | The Good Lord Bird                         | John Brown                                                |
| 2021 | Michael Keaton        | Dopesick                                   | Dr. Samuel Finnix                                         |
| 2021 | Ewan McGregor         | Halston                                    | Roy Halston Frowick                                       |
| 2021 | Evan Peters           | Mare of Easttown                           | Det. Colin Zabel                                          |
| 2021 | Murray Bartlett       | The White Lotus                            | Armond                                                    |
| 2021 | Oscar Isaac           | Scenes from a Marriage                     | Jonathan Levy                                             |
| 2022 | Sam Elliott           | 1883                                       | Shea Brennan                                              |
| 2022 | Steve Carell          | The Patient                                | Alan Strauss                                              |
| 2022 | Evan Peters           | Dahmer – Monster: The Jeffrey Dahmer Story | Jeffrey Dahmer                                            |
| 2022 | Taron Egerton         | Black Bird                                 | James "Jimmy" Keene Jr.                                   |
| 2022 | Paul Walter Hauser    | Black Bird                                 | Lawrence "Larry" Hall                                     |
| 2023 | Steven Yeun           | Beef                                       | Daniel "Danny" Cho                                        |
| 2023 | David Oyelowo         | Lawmen: Bass Reeves                        | Bass Reeves                                               |
| 2023 | Matt Bomer            | Fellow Travelers                           | Hawkins "Hawk" Fuller                                     |
| 2023 | Jon Hamm              | Fargo                                      | Xerife Roy Tillman                                        |
| 2023 | Tony Shalhoub         | Mr. Monk's Last Case: A Monk Movie         | Adrian Monk                                               |
| 2024 | Colin Farrell         | The Penguin                                | Oswald Cobblepot / Pinguim                                |
| 2024 | Kevin Kline           | Disclaimer                                 | Stephen Brigstocke                                        |
| 2024 | Andrew Scott          | Ripley                                     | Tom Ripley                                                |
| 2024 | Richard Gadd          | Baby Reindeer                              | Donny Dunn                                                |
| 2024 | Javier Bardem         | Monsters: The Lyle and Erik Menendez Story | José Menendez                                             |